# 니혼카이 TV

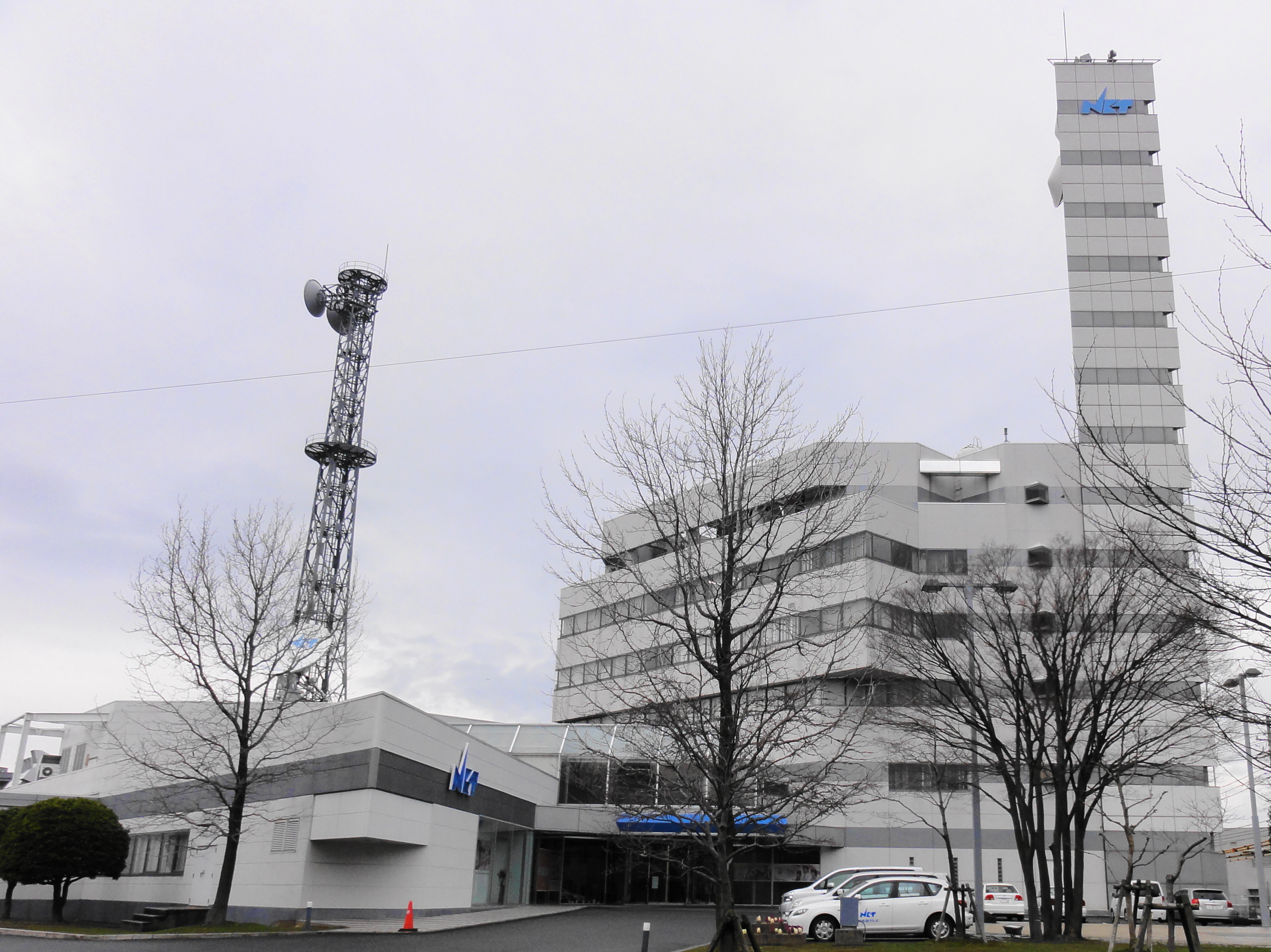
니혼카이 TV

니혼카이 TV(일본어: 日本海テレビ)는 1959년 3월 3일 돗토리현 최초의 민영방송국으로 개국한 방송국이며 1972년 방송구역광역화에 의해 시마네현에서도 방송을 시작하게 되었다.
약칭은 영어회사명 Nihonkai Telecasting Co.,Ltd.에서 따온 NKT, 콜사인은 JOJX-DTV이다.

## 연혁
- 1958년 3월 3일 회사 설립.
- 1959년 3월 3일 돗토리현에서 방송 개시.(돗토리현 1번째 민영방송국)
- 1959년 8월 1일 텔레비전 뉴스 네트워크 JNN에 가입하지만 같은해 12월 15일 산인방송(BSS, 당시는 라디오 산인(RSB))이 텔레비전 방송을 하는 동시에 JNN에 가맹했기 때문에 JNN을 탈퇴하고 이후는 일본 TV 계열이 된다.
- 1966년 4월 1일 NNN 발족과 동시에 가맹.
- 1972년 9월 22일 돗토리·시마네 방송구역 광역화에 의해 시마네현(시마네현 3번째 민영방송국)에서도 방송 개시.
- 1992년 11월 27일 본사 이전과 동시에 산인지역에서 마지막으로 음성다중방송을 실시한다.
- 2006년 10월 1일 지상 디지털 텔레비전 방송 개시.
- 2007년 10월 31일 텔레비전 24시간 방송(니혼TV NEWS 24)시작. 산인지역 민영방송국에서 처음으로 철야방송을 실시하게 된다.
- 2011년 7월 24일 지상파 아날로그 텔레비전 방송 종료.

## 네트워크 변천사
- 1959년 3월 3일 돗토리현에서 텔레비전 방송 개시.(돗토리현 1번째 민영방송국)
라디오 도쿄(현재의 TBS-TV)·니혼TV·후지 TV·일본교육 TV(NET-TV.현재의 TV 아사히)와 네트워크 관계를 맺는다.이 당시에는 라디오도쿄의 프로그램을 많이 방송하고 있었다.
- 1959년 8월 1일 뉴스 네트워크 JNN에 가맹.
- 1959년 12월 15일 라디오 산인(현재의 산인방송)이 시마네현에서 텔레비전 방송을 개시하면서 JNN을 탈퇴했다. 동시에 이날부터 니혼TV 프로그램을 많이 방송하기 시작했다.
- 1966년 4월 1일 뉴스 네트워크 NNN에 가맹.
- 1967년 6월 민간방송 교육협회에 가맹.
- 1972년 6월 14일 NNS에 가입.
- 1972년 9월 22일 돗토리·시마네 방송구역 광역화에 의해 시마네현에서 방송을 개시(시마네현 3번째 민영방송국).
이로 인해 후지 텔레비전 계열국이 산인 중앙 TV(시마네 2번째 민영방송국·돗토리 3번째 민영방송국)로 정해졌기 때문에 후지 TV 프로그램이 중단된다.
그리고 도쿄방송 계열국이 산인방송(시마네 1번째 민영방송국·돗토리 2번째 민영방송국)으로 정해졌기 때문에 도쿄방송 프로그램도 중단하였다.
- 1989년 10월 1일 TV아사히 계열 프로그램의 대부분이 BSS, 극소수는 TSK로 이행.

## 보충서술
- 1972년 방송구역 광역화 당시 NET-TV 계열 프로그램 중 와이드쇼 프로그램을 산인 방송과 함께 방송하고 있었으며 이런 이유로 산인지방에서는 2개의 방송국에서 NET의 와이드쇼를 볼 수 있었다.
- 스폰서의 의향이나 UHF 안테나의 보급 정도 등 여러 가지 사정때문에 1974년경까지 니혼카이 TV에서 TBS계열·후지 TV계열 프로그램을 산인방송에서 니혼TV계열 프로그램을 시차방송 형태로 방송했다.

## 돗토리현·시마네현에 있는 다른 텔레비전·라디오 방송국
- NHK 돗토리 방송국
- NHK 마쓰에 방송국
- 산인 방송(BSS)(TV는 도쿄 방송 계열, 라디오는 JRN・NRN 계열)
- 산인 중앙 TV 방송(TSK)(후지 TV 계열)
- FM산인(JFN계열)